# 유기 비료

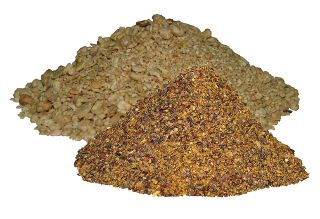
뼛가루와 육분을 토양에 첨가하면 뿌리 성장을 촉진하고 인을 방출할 수 있다.

유기 비료(organic fertilizer)는 자연에서 생산되는 비료이다. 비료는 영양분을 공급하고 성장을 유지하기 위해 토양이나 식물에 첨가할 수 있는 물질이다. 일반적인 유기 비료에는 육류 가공 폐기물, 거름, 슬러리 및 구아노를 포함한 모든 동물 폐기물이 포함된다. 퇴비와 같은 식물 기반 비료, 그리고 바이오솔리드도 추가된다. 무기(inorganic)의 "유기 비료"에는 미네랄과 재가 포함된다.

## 같이 보기
- 퇴비
- 피복작물
- 비료
- 식품 첨가물
- 두엄
- 지렁이분 퇴비